# 禄劝黄堇
禄劝黄堇（学名：Corydalis luquanensis），为罂粟科紫堇属下的一个植物种。